# Prionomastix sorokinae
Prionomastix sorokinae är en stekelart som beskrevs av Trjapitzin och Svetlana N. Myartseva 2002. Prionomastix sorokinae ingår i släktet Prionomastix och familjen sköldlussteklar.
Artens utbredningsområde är Ecuador. Inga underarter finns listade i Catalogue of Life.